# Truman Smith
Truman Smith, född 27 november 1791, död 3 maj 1884, var en politiker, advokat och domare från Connecticut i USA och ledamot av USA:s representanthus och USA:s senat.

## Tidigt liv
Smith föddes i Roxbury, Connecticut. Han var brorson till kongressledamoten Nathaniel Smith och senatorn Nathan Smith. Han tog examen från Yale College 1815. Sedan studerade han juridik och antogs till advokatsamfundet 1818, varefter han började arbeta som advokat i Litchfield, Connecticut.

## Politisk karriär
Smith var ledamot av Connecticuts representanthus från 1831 till 1832 och återigen 1834. Han valdes för Whigpartiet till USA:s representanthus 1838, och tjänstgjorde i två mandatperioder från 1839 till 1843, men avböjde kandidaturen till omval 1842. Han var elektor i amerikanska presidentvalet 1844 för Whig-partiet. Följande år valdes han åter till USA:s representanthus och tjänstgjorde i två ytterligare mandatperioder, från 1845 till 1849.
Smith tackade nej erbjudandet om att bli USA:s första inrikesminister från president Zachary Taylor 1849, då han hade blivit vald till USA:s senat. Han tjänstgjorde i senaten från 1849 till dess han avgick 1854.

## Senare år
Efter de politiska uppdragen bodde Smith i Stamford, Connecticut med sin fru Mary Ann Dickinson Smith och arbetade som advokat i New York. År 1862 utnämnde president Abraham Lincoln Smith till domare i skiljedomstolen enligt avtalet av 1862 med Storbritannien för motarbetandet av slavhandeln, där han tjänstgjorde till 1870. Han gick i pension det året och avled i Stamford, Connecticut, den 3 maj 1884. Han begravdes i Stamford på Woodland Cemetery.